# Herbert Franz (Jurist)
Herbert Franz (* 23. November 1912 in Krems an der Donau; † 15. Juli 2001 ebenda) war ein österreichischer Jurist.

## Leben und Wirken
Nach der Reifeprüfung am Gymnasium in Krems studierte Franz von 1931 bis 1935 Rechtswissenschaften an der Universität Innsbruck. Am 17. September 1938 legte er die juristische große Staatsprüfung ab und trat nach dem Anschluss Österreichs in den öffentlichen Dienst ein. Am 21. April 1938 war er der Bezirkshauptmannschaft in Krems zugewiesen worden und leitete später das Polizeireferat. Mit Wirkung vom 1. Februar 1943 übernahm er offiziell das Amt des Landrats im Landkreis Krems im Reichsgau Niederdonau.
Nach Kriegsende wurde er als Rechtsanwalt tätig. Daneben war er von 1955 bis 1972 Mitglied des Gemeinderats in Krems und Kulturstadtrat. In dieser Zeit hatte er maßgeblichen Anteil an der Gründung der "Ersten österreichischen Weinbruderschaft Krems, deren erster Vorsteher er bis 1985 war.

## Schriften (Auswahl)
- Zur Kulturgeschichte des Weinbaues in der Wachau. In: Zeitschrift für Heimatkunde und Heimatpflege, 18. Jahrgang, 1969.